# Slovosled anglické věty
Slovosled angličtiny je pevný, jak je obvyklé u analytických jazyků.    

## Základní stavba věty
Angličtina je jazyk s pevnou stavbou věty. Pořadím větných členů vyjadřuje způsoby - oznamovací nebo tázací.
Základní pořadí větných členů v oznamovací větě vyjadřuje zkratkové schéma: 
S V O M P T
- Subject - podmět

- Verb - přísudek

- Object - předmět

- Manner - příslovečné určení způsobu

- Place - příslovečné určení místa

- Time - příslovečné určení času

Způsob tázací se tvoří změnou pořadí podmětu a přísudku.

Poznámky ke slovosledu:
- V anglické větě musí být alespoň podmět a přísudek, podmět nelze zamlčet jako v češtině.
- Věty, kde přísudek tvoří samotné sloveso  to be (být), nepotřebují pro tvorbu záporné věty a tázací věty žádné další pomocné sloveso.
- Způsobová (modální) slovesa se v záporných a tázacích větách chovají jako pomocná slovesa, provádějí inverzi s podmětem, nesou slovesnou záporku.
- Mezi přísudkem a předmětem nesmí stát žádný jiný větný člen.
- Pořadí příslovečných určení je obecně: M-P-T, avšak pokud má být nějaké příslovečné určení zdůrazněno, lze jej postavit před podmět; takové příslovečné určení se od podmětu odděluje čárkou.

## Způsob oznamovací
Pořadí větných členů v oznamovací větě kladné nebo záporné odpovídá základnímu schématu SVOMPT.[zdroj⁠?!]
Na začátku věty stojí podmět, který je tvořen zájmenem, podstatným jménem nebo jmennou skupinou (podstatné jméno rozvité přídavným jménem, zájmenem nebo členem), po něm následuje přísudek, tvořený jedním nebo více   slovesy, pak může, ale nemusí stát jeden nebo více předmětů, které jsou tvořeny - podobně jako podmět - zájmenem, podstatným jménem nebo jmennou skupinou a zbytek věty.
Kladná oznamovací věta:
| S           | V        | O       |
| podmět      | přísudek | předmět |
| The teacher | drives   | a car.  |

Záporná oznamovací věta - zápor ve větě slovosled v podstatě nemění, platí pravidla pro tvorbu záporu. Přísudek je v anglické záporné oznamovací větě tvořen pomocným slovesem se slovesnou záporkou a významovým slovesem. Pro větu platí obecné schéma: 
S Av+not V O M P T
kde:
- Av = Auxiliary verb - pomocné sloveso
- not je slovesná záporka

| S           | Av                         | V        | O       |
| podmět      | přísudek (pomocné sloveso) | přísudek | předmět |
| The teacher | doesn't                    | drive    | a car.  |

## Způsob tázací
Věty v tázacím způsobu mají obecně toto pořadí větných členů (dochází k inverzi pomocného slovesa s podmětem):
(Wh) Av S V O M P T
Kde:
- Why - tázací zájmeno nebo tázací příslovce

- Auxiliary Verb - pomocné sloveso

- Subject - podmět

- Verb - přísudek

- Object - předmět

- Manner - příslovečné určení způsobu

- Place - příslovečné určení místa

- Time - příslovečné určení času

Tázací věta zjišťovací
| Av                         | S           | V        | O       |
| přísudek (pomocné sloveso) | podmět      | přísudek | předmět |
| Does                       | the teacher | drive    | a car?  |

Tázací věta věcná
| Wh                     | Av                         | S           | V        | O        |
| tázací zájm./příslovce | přísudek (pomocné sloveso) | podmět      | přísudek | předmět  |
| Where                  | does                       | the teacher | park     | his car? |

Tázací věta na podmět
Tázací věta na podmět má schéma slovosledu totožné s oznamovací větou kladnou, v podmětu stojí tázací zájmeno WHO nebo WHAT.
| S(Wh)          | V        | O         |
| tázací zájmeno | přísudek | předmět   |
| Who            | drives   | this car? |

## Způsob rozkazovací
Rozkazovací způsob v angličtině představuje jediný případ, kdy věta nemá podmět. Rozkazovací způsob na 2. osobu j.č. i mn.č. se tvoří slovesem v holém infinitivu. Schéma slovosledu je pouze: 
(Av) V (O M P T) pro rozkaz na 2. osobu
resp. 
(Av) O V (M P T) pro rozkaz na 1. a 3. osobu.
Příklady:
- Come here!
- Sing with me!

Záporný rozkazovací způsob má před infinitivem pomocné sloveso se záporkou:
Příklady
- Don't smoke!
- Don't drive so fast!

Rozkazovací způsob na osobu první a třetí se tvoří slovesem let, předmětem a významovým slovesem v holém infinitivu:
Příklady:
- Let him go!
- Let us drink!

V záporu:
- Don't let them smoke!
- Don't let me down!

## Příslovečná určení
Příslovečná určení času, místa a způsobu zpravidla mají pevné pořadí a jsou-li ve větě alespoň dvě, nelze jejich pořadí měnit, krom případu, kdy je nutno některé příslovečné určení zdůraznit. Pak může stát na začátku věty.
| S           | V        | O       | M          | P         | T          |
| podmět      | přísudek | předmět | PU způsobu | PU místa  | PU času    |
| The teacher | drives   | a car   | slowly     | at school | every day. |

Pokud je třeba příslovečné určení zdůraznit lze jej postavit před podmět: 
Nejčastěji k tomu odchází u příslovečného určení času, méně u příslovečného určení místa, nejméně často příslovečného určení způsobu.

Příklady:
- On Mondays, my sister goes to the gym.

- In my town, the police works very well.

- Unfortunately, she left her glasses at home.

## Příslovce frekvence
Mezi anglická příslovce frekvence patří například: always, ever, never, often, sometimes, usually a všechna další, která odpovídají na otázky jak často? nebo jak dlouho?. Frekvenční příslovce rozvíjí přísudek, proto stojí přímo před významovým slovesem, u složitější přísudků, tvořených pomocnými slovesy nebo způsobovými (modálními) slovesy a významovým slovesem tedy stojí uvnitř přísudku. 
| S           | AF                  | V        | O       | M          | P         | T          |
| podmět      | příslovce frekvence | přísudek | předmět | PU způsobu | PU místa  | PU času    |
| The teacher | always              | drives   | a car   | slowly     | at school | every day. |

Se složitějším přísudkem:
| S           | Av              | AF                  | V        | O       | M          |
| podmět      | pomocné sloveso | příslovce frekvence | přísudek | předmět | PU způsobu |
| The teacher | has             | never               | driven   | his car | fast       |

## Přídavná jména ve větě
Přídavná jména se vážou k podstatným jménům, proto stojí vždy před nimi, a za členem bez ohledu na to, kde se podstatná jména ve větě nacházejí.
| 1      | 1      | 1       | 7                   | 2        | 3       | 3       | 3       | 4          | 5        | 5        | 5        | 6          |
| podmět | podmět | podmět  | příslovce frekvence | přísudek | předmět | předmět | předmět | PU způsobu | PU místa | PU místa | PU místa | PU času    |
| The    | old    | teacher | always              | drives   | a       | black   | car     | slowly     | at       | new      | school   | every day. |

Dále mohou být přídavná jména v podobě přísudku se sponou a v takovém případě je jejich postavení jako v české větě - tedy za slovesem.
| 1           | 2                    | 2                    |
| podmět      | přísudek (se sponou) | přísudek (se sponou) |
| The teacher | is                   | old.                 |

Je-li za sebou více přídavných jmen, jejich pořadí se určuje podle šíře významu.
|   | 1          | 2          | 3           | 4      | 5                | podstatné jméno |
|   | jak velké? | jak staré? | jaké barvy? | odkud? | vyrobeno z čeho? |                 |
| a | small      | old        | black       | German | cotton           | coat            |